# Klaus Niedzwiedz
Klaus Niedzwiedz (* 24. Februar 1951 in Dortmund) ist ein deutscher Automobilrennfahrer und Fernsehmoderator.

## Karriere

### Rennsport
Niedzwiedz’ Karriere begann über Mini Cooper und Formel V, bevor er schließlich 1979 nach dem Gewinn des Rundstreckenpokals 1978 Werksfahrer bei Ford wurde. Er gewann in der Meisterschaft alle 10 Rennen auf einem Ford Capri Gruppe A
1979 Einsätze mit Sigi Müller Junior auf einem Ford Escort von Zakspeed in der Tourenwagen-EM.
Bekanntheit erlangte er mit einem Zakspeed Ford Capri in der Deutschen Rennsport-Meisterschaft. Der Turbo-aufgeladene Motor mit 1,4 Liter Hubraum wurde später für den 1,8 l Super-Capri verwendet. Mit diesem bis zu 650 PS starken und 300 km/h schnellen Auto hält Niedzwiedz den ewigen Trainings-Streckenrekord für Gruppe-5-Autos auf dem alten Kurs der Nürburgring-Nordschleife. Auf der damals noch 22,835 km langen Strecke benötigte er 1982 mit 7:08,590 Minuten und einer Durchschnittsgeschwindigkeit von knapp 192 km/h nur rund 10 Sekunden mehr als Niki Lauda, der 1975 mit einem Formel-1-Ferrari beim Training zum Grand Prix von Deutschland eine Bestzeit von 6:58,400 Minuten erzielte, der schnellsten Nordschleifen-Runde aller Zeiten für einen Formel-1-Rennwagen.
1983 bis 1985 DRM Einsätze mit Zakspeed auf einem Ford C 100 Sauger mit Cosworth-Motor
1985 Motorradunfall auf der Nordschleife des Nürburgrings mit schweren Verletzungen. Ende 1985 aber wieder im Rennauto.
Niedzwiedz wurde als Nummer 2 bei Zakspeed technisch, gegenüber Klaus Ludwig immer benachteiligt.

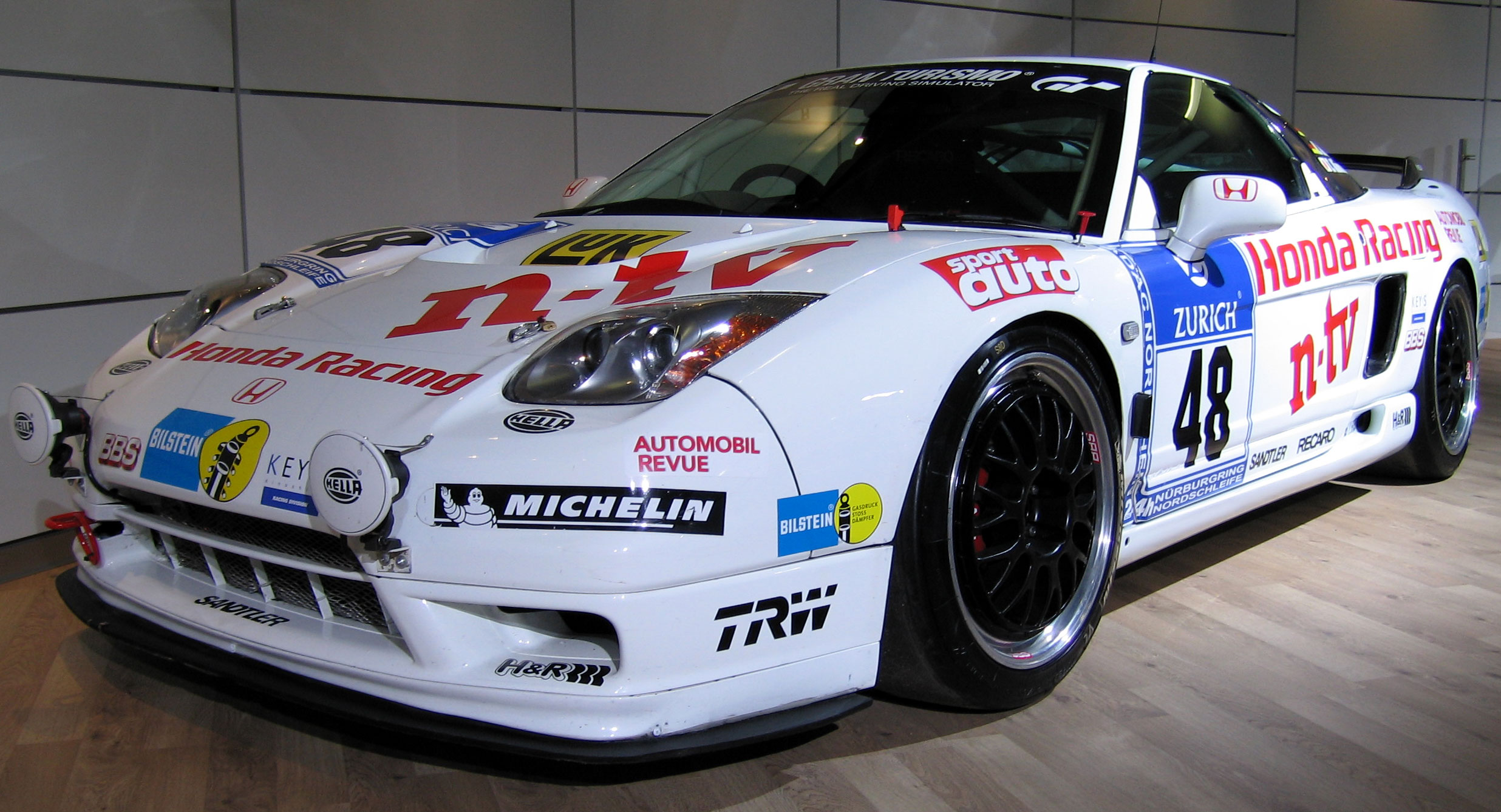
Niedzwiedz’ Honda NSX-R (Nürburgring 2005)

1982 (Ford Capri) und 1987 (Ford Sierra RS500) gewann er jeweils zusammen mit Klaus Ludwig das 24-Stunden-Rennen auf dem Nürburgring. 1987 wurde er auf einem Ford Sierra Cosworth RS500 Vizemeister in der Tourenwagen-Weltmeisterschaft, ebenso 1989 in der Deutschen Tourenwagen-Meisterschaft.
1998 gewann er mit einem Opel Vectra die Privatfahrer-Wertung des Super-Tourenwagen-Cups. 2003 konnte er einen Lauf der VLN in einem Porsche 911 GT3 für sich entscheiden, 2005 erreichte der unter anderem von Niedzwiedz gefahrene n-tv-Honda NSX-R beim 24-Stunden-Rennen auf dem Nürburgring Gesamtrang 12 und den Klassensieg.
1988 pilotierte er in Le Mans einen Sauber C9, wobei er schon im Training einen Reifenplatzer nur durch Glück bei Tempo 390 überlebte. Er bestritt auch die 24-Stunden-Rennen in den Jahren 1981 und 1982 auf einem Ford C100.

### Journalist
Seit 1984 arbeitet Niedzwiedz auch als Journalist und Fernsehmoderator. Angefangen mit der Moderation des Motormagazins Treibstoff auf Sat.1, ist er seit 1997 für n-tv-Motor auf n-tv und seit 2003 als Co-Moderator im ZDF tätig. Seit dem Jahr 2009 produziert er für den Sender NRW-TV auch das Magazin NRW-mobil. In diesem Magazin stellt Klaus Niedzwiedz automobile Neuheiten vor. Weiterhin moderiert er das Magazin n-tv-TopCars bei n-tv. Klaus Niedzwiedz ist einer der wenigen Motor-Moderatoren, die auf eine lange aktive Motorsportzeit zurückblicken können. Auch als Journalist konnte Niedzwiedz als Werksfahrer bei VW und dem 24h-Rennen auf dem Nürburgring 2009, 2010 und 2011 jeweils einen Klassensieg auf einem VW Scirocco GT24 einfahren.

## Statistik

### Le-Mans-Ergebnisse
| Jahr | Team          | Fahrzeug       | Teamkollege        | Teamkollege    | Platzierung | Ausfallgrund |
| ---- | ------------- | -------------- | ------------------ | -------------- | ----------- | ------------ |
| 1981 | Joest Racing  | Porsche 908/80 | Dale Whittington   | Reinhold Joest | Ausfall     | Unfall       |
| 1982 | Ford-Werke AG | Ford C 100     | Manfred Winkelhock |                | Ausfall     | Motorschaden |

### Einzelergebnisse in der Sportwagen-Weltmeisterschaft
| Saison | Team                             | Rennwagen     | 1   | 2   | 3   | 4   | 5   | 6   | 7   | 8   | 9   | 10  | 11  | 12  | 13  | 14  | 15  | 16  | 17  |
| ------ | -------------------------------- | ------------- | --- | --- | --- | --- | --- | --- | --- | --- | --- | --- | --- | --- | --- | --- | --- | --- | --- |
| 1979   | Zakspeed                         | Ford Escort   | DAY | SEB | MUG | TAL | DIJ | RIV | SIL | NÜR | LEM | PER | DAY | WAT | SPA | BRH | ROA | VAL | ELS |
| 1979   | Zakspeed                         | Ford Escort   |     |     |     |     | 27  |     |     |     |     |     |     |     |     |     |     |     |     |
| 1981   | Joest Racing                     | Porsche 908   | DAY | SEB | MUG | MON | RIV | SIL | NÜR | LEM | PER | DAY | WAT | SPA | MOS | ROA | BRH |     |     |
| 1981   | Joest Racing                     | Porsche 908   |     |     |     |     | DNF |     |     |     |     |     |     |     |     |     |     |     |     |
| 1982   | Ford                             | Ford C 100    | MON | SIL | NÜR | LEM | SPA | MUG | FUJ | BRH |     |     |     |     |     |     |     |     |     |
| 1982   | Ford                             | Ford C 100    |     |     |     | DNF | 18  |     |     | DNF |     |     |     |     |     |     |     |     |     |
| 1983   | Zakspeed                         | Zakspeed C1/4 | MON | SIL | NÜR | LEM | SPA | FUJ | KYA |     |     |     |     |     |     |     |     |     |     |
| 1983   | Zakspeed                         | Zakspeed C1/4 |     | DNF |     |     |     |     |     |     |     |     |     |     |     |     |     |     |     |
| 1984   | Zakspeed                         | Zakspeed C1/8 | MON | SIL | LEM | NÜR | BRH | MOS | SPA | IMO | FUJ | KYA | SAN |     |     |     |     |     |     |
| 1984   | Zakspeed                         | Zakspeed C1/8 | DNF |     |     |     |     |     |     |     |     |     |     |     |     |     |     |     |     |
| 1985   | Fitzpatrick Racing Kremer Racing | Porsche 956   | MUG | MON | SIL | LEM | HOK | MOS | SPA | BRH | FUJ | SEL |     |     |     |     |     |     |     |
| 1985   | Fitzpatrick Racing Kremer Racing | Porsche 956   |     | 11  |     |     | DNF |     |     |     |     |     |     |     |     |     |     |     |     |
| 1986   | Kremer Racing Liqui Moly         | Porsche 956   | MON | SIL | LEM | NÜN | BRH | JER | NÜR | SPA | FUJ |     |     |     |     |     |     |     |     |
| 1986   | Kremer Racing Liqui Moly         | Porsche 956   | 8   | 4   |     |     |     |     | 2   |     | DNF |     |     |     |     |     |     |     |     |